# Arlene Harris (ur. 1948)
Arlene Harris (ur. 6 czerwca 1948 w Los Angeles) – amerykańska przedsiębiorczyni.

## Życiorys
Pracowała początkowo jako operatorka centrali telefonicznej. Założyła przedsiębiorstwa Cellular Pay Phone oraz GreatCall, zostając dyrektorem generalnym tego drugiego. Firma GreatCall odpowiedzialna jest za wynalezienie telefonu Jitterbug.
W 2007 roku została wprowadzona do Wireless Hall of Fame, będąc pierwszą kobietą wyróżnioną w ten sposób. Harris powołała do życia fundację Wireless History Foundation.